# Neozavrelia kibunensis
Neozavrelia kibunensis är en tvåvingeart som först beskrevs av Tokunaga 1938.  Neozavrelia kibunensis ingår i släktet Neozavrelia och familjen fjädermyggor. Inga underarter finns listade i Catalogue of Life.